# Tempest 2000
Tempest 2000 — компьютерная игра, выпущенная 1 апреля 1994 года компанией Atari эксклюзивно для платформы Atari Jaguar. Разработана Джеффом Минтером как ремейк аркадной игры Дэйва Тойрера — Tempest. Через 2,5 года после выпуска портирована на PC, Macintosh, PlayStation и Saturn. Критики высоко оценили трёхмерную графику, саундтрек и игровой процесс.

## Геймплей

Скриншот одного из уровней

Tempest 2000 по сравнению с оригиналом изменила геймплей, добавив бонусные уровни, усиления, более сложные типы врагов и в значительной степени разнообразив дизайн «паутин» (уровней).
Игра содержит в общей сложности 99 «паутин», для которых каждые 16 уровней меняется расцветка. Во всех версиях прогресс игрока сохраняется каждые несколько уровней, и игроки могут, используя «ключи», начать игру от последнего сохранения.
Усиления выглядят как маленькие летающие многоугольники, которые появляются после уничтожения нескольких врагов. Подбирая многоугольники, игрок активирует одну из ряда полезных возможностей:
- Particle Laser (лазер) — увеличивает огневую мощь корабля, что позволяет гораздо быстрее уничтожить шипы;
- Points (очки) — между определёнными усилителями игрок может получить бонусы в размере 2000 очков;
- Jump (прыжок) — позволяет игроку соскакивать с «паутины» и двигаться вдоль края, избегая врагов и уклонняясь от атак пульсаров;
- A.I. Droid — автономный дрон, появляющийся над «паутиной» и отстреливающий врагов;
- Warp Token — подбор трёх жетонов открывает доступ к бонусному уровню по завершении текущей «паутины»;
- Outta Here! («ходу отсюда!») — позволяет уничтожить всех врагов на «паутине» перебросить игрока к следующему уровню; бонус не разрушает шипы, и можно потерять жизнь, наткнувшись на них во время ускоренного движения.

Если усиление ловится тот момент, когда корабль прыгает от завершённого уровня, женский голос с постепенно повышающимся тоном произносит «Yes! Yes! Yes!», и первым же усилением на следующем уровне становится A.I. Droid.
После успешного завершения 99 уровней разблокируется специальный «Зверский режим» (англ. Beastly mode). В этом режиме сложность увеличена: враги двигаются быстрее и стреляют чаще.

## Разработка
На одной из игровых выставок Atari провела конференцию для потенциальных разработчиков игр для платформы Atari Jaguar. Компанией был предложен список аркадных игр, которые предполагалось реализовать на новой системе. Желающие могли поднять руку, заявив о своём желании работать над понравившимся проектом. Джефф Минтер вызвался сделать ремейк Tempest, так как это была одна из его любимых игр. На приёме в честь Atari Jaguar в Нью-Йорке один из создателей платформы отвёл Минтера в сторону и сказал, что Tempest 2000 оказался плохой демонстрацией возможностей Jaguar. Хотя это обескуражило Минтера, он продолжил работу над проектом.

## Версии
Tempest 2000 был портирован на PC с системой DOS, Apple Macintosh, Sega Saturn и Sony PlayStation, причем версия для последней платформы была изменена и выпущена под названием Tempest X3. Позднее версию для Microsoft Windows издала компания Interplay.

### Версии для PC
Версия для DOS имела дополнительную возможность использовать для воспроизведения музыки синтезаторы AdLib и Roland MT-32, но была лишена некоторых визуальных эффектов. Версия для Windows имела высокое разрешение и несколько присущих только ей ошибок, например, неверную запись набранных очков на бонусном уровне.

### Saturn
Версия для Sega Saturn была подготовлена High Voltage Software и достаточно точно повторяла оригинал, не воспроизведя только бонусные уровни третьего типа. В качестве фоновой музыки использовались композиции с компакт-диска саундтрека Tempest 2000.

### PlayStation
Tempest X3, версия для Sony PlayStation, вышла в 1996 и имела обновлённую графику и звуковое оформление. Однако Джефф Минтер также обнаружил изменения в игровом процессе, о чём написал в Usenet:
- A.I. Droid следует за игроком вместо того чтобы действовать автономно; ситуацию исправляет усиление Mega Droid, но чтобы его получить требуется слишком много времени;
- пульсары медленно движутся у верха «паутины», если смогут до неё добраться, вместо того, чтобы наэлектризовать весь верхний край полностью;
- Particle Laser не отличается по эффективности в уничтожении шипов от обычного лазера, в оригинальной версии он делал это быстрее;
- несколько труднопроходимых, «затычных», паутин из игры удалены.

Если ввести на верхней строчке таблицы рекордов имена «YIFF!» или «H_V_S», активируется секретный режим, позволяющий выбрать оригинальную игру. Однако в этом режиме не сохраняются очки, приглушена музыка (представляющая собой оцифрованный звук из оригинала), и по-прежнему не восстановлена эффективность Particle Laser против шипов.
Tempest X3 поддерживает контроллеры PlayStation Mouse, Nyko Trackball и neGcon.

## Сиквелы
VM Labs лицензировала Tempest для выпуска версии игры для NUON DVD и наняла Джеффа Минтера в качестве продюсера сиквела Tempest 3000. Минтер также создал по мотивам игры неофициальные продолжения Space Giraffe и TxK, предназначенные для Sony PlayStation Vita.
Неофициальный клон Tempest 2000 под названием Cyclone 2000 вышел на Android-устройствах благодаря NoCrew Mobile.

## Музыка
Оригинальную музыку версии для Atari Jaguar создали Иэн Хоуи, Алистер Линдсей и Кевин Севилл из Imagitec Design Inc. (также известной как Dream Weavers). Они же сочинили саундтрек другой игры Джеффа Минтера для Atari Jaguar, Defender 2000. Минтер собирался добавить дополнительные композиции, но объём памяти картриджа не позволил разместить эти треки. В основном эта музыка в ином формате вошла впоследствии на выпущенный позже компакт-диск.
Музыка была записана в формате Commodore Amiga MOD, однако на платформах, отличных от Atari Jaguar, воспроизводилась с компакт-диска (исключая PC). К моменту релиза игры музыкальный саундтрек можно было купить на компакт-диске прямо у Atari. Его также включали в комплект Atari Jaguar CD, чтобы продемонстрировать возможности воспроизведения системой музыкальных треков. В дальнейшем этот саундтрек стал основой для аудиодорожек последующих версий, в том числе для Saturn, PC, и PlayStation.

### Список композиций
1. «Thermal Resolution»
2. «Mind’s Eye»
3. «T2K»
4. «Ease Yourself»
5. «Tracking Depth»
6. «Constructive Demolition»
7. «Future Tense»
8. «Digital Terror»
9. «Hyper Prism»
10. «Glide Control»
11. «Ultra Yak»
12. «2000 Dub»

## Вращающийся контроллер для Jaguar
Наиболее часто критикуемым недостатком игры стало отсутствие вращающегося контроллера, использовавшегося на аркадном автомате. В игре содержался код, предусматривавший использование подобного устройства, но Atari так и не выпустила ничего похожего. Его разработка имелась в планах компании, однако до работающего прототипа дело не дошло. Тем не менее, собрать его можно было самостоятельно, используя детали от имевшегося контроллера для Jaguar, от Atari 2600 Driving Controller, или на основе прецизионных угловых энкодеров. При разработке игры Джефф Минтер использовал доработанный Atari 2600 Driving Controller.

## Оценки
Tempest 2000 в целом получил положительные отзывы критиков. GamePro похвалил версию для Atari Jaguar за графику и высокую скорость, а музыку назвал лучшим «техно-рейв треком». Стоящим был признан режим для двух человек, соревнующихся друг с другом. Electronic Gaming Monthly поставил игре оценку 8,5 из 10 и присудил награду «Игра месяца», упомянув превосходную музыку и лучшую в сравнении с аркадной версией графику. GameFan присоединился к положительным оценкам игры.
В 1995 году, вспоминая историю Atari, Next Generation писал о Tempest 2000: «Похоже, эта игра в одиночку сделала для репутации Atari больше, чем вся команда маркетинга, работавшая на неё последние пять лет». Tempest 2000 разошлась более чем в 30 000 копий, что сделало её второй по продажам за всю историю Atari Jaguar после удерживающей первое место Alien vs Predator.
Entertainment Weekly поставил игре оценку A- и написал, что обновленная версия классической игры Tempest 2000 является «мультимедийной в прямом смысле этого слова, с психоделической графикой, саундтреком CD-качества и текстом, который прокручивается мимо с головокружительной скоростью, причем единственное слабое место — часто не реагирующая на нажатия панель управления Jaguar».
В 1996 году GamesMaster поставил игру на 17-е место в списке 100 лучших игр всех времен.
Tempest 2000 заслужила награду Best Jaguar Game of 1994 от журнала Electronic Gaming Monthly.